# Nederlandse kampioenschappen baanwielrennen 2022
De Nederlandse kampioenschappen baanwielrennen 2022 werden gehouden in december 2022.

## Agenda
| Datum          | Plaats              | Kampioenschap                                                                                                 |
| -------------- | ------------------- | --- |
| 26 november    | Velodrome Amsterdam | Derny |
| 3 december     | Velodrome Amsterdam | 50 kilometer                                                                                                  |
| 17 december    | Omnisport Apeldoorn | Omnium |
| 24 december    | Omnisport Apeldoorn | Ploegenachtervolging & teamsprint                                                                             |
| 27-29 december | Omnisport Apeldoorn | Afvalkoers, individuele achtervolging, keirin, koppelkoers, puntenkoers, scratch, individuele sprint, tijdrit |

## Erelijst
| Discipline          | Goud                                                                              | Zilver                                                                                         | Brons                                        |
| ------------------- | --------------------------------------------------------------------------------- | ---------------------------------------------------------------------------------------------- | -------------------------------------------- |
| Mannen              |                                                                                   |                                                                                                |                                              |
| 50 km               | Sten Verzijl                                                                      | Glenn van Nierop                                                                               | Serginho Wilshaus                            |
| Afvalkoers          | Matthijs Büchli                                                                   | Philip Heijnen                                                                                 | Sten Verzijl                                 |
| Achtervolging ind.  | Brian Megens                                                                      | Wessel Mouris                                                                                  | Cesar Beilo                                  |
| Achtervolging ploeg | Daniel Abraham Patrick Bos Gino Knies Martin van de Pol                           |                                                                                                |                                              |
| Derny               | Philip Heijnen & Peter Möhlmann                                                   | Alexander Konijn                                                                               | Jens Pronk                                   |
| Keirin              | Harrie Lavreysen                                                                  | Tijmen van Loon                                                                                | Daan Kool                                    |
| Koppelkoers         | Philip Heijnen & Matthijs Büchli                                                  | Casper van Uden & Yanne Dorenbos                                                               | Justus Willemsen & Elmar Abma                |
| Omnium              | Elmar Abma                                                                        | Alexander Konijn                                                                               | Sten Verzijl                                 |
| Puntenkoers         | Philip Heijnen                                                                    | Justus Willemsen                                                                               | Yanne Dorenbos                               |
| Scratch             | Matthijs Büchli                                                                   | Patrick Bos                                                                                    | Elmar Abma                                   |
| Sprint individueel  | Harrie Lavreysen                                                                  | Tijmen van Loon                                                                                | Daan Kool                                    |
| Sprint ploeg        | Sam Ligtlee Tijmen van Loon Lars Romijn                                           | Daan Kool Mike Krabbenborg Loris Leneman                                                       | Mauro Ambrawo Stef Hollander Martijn Klop    |
| Tijdrit 1 km        | Tijmen van Loon                                                                   | Lars Romijn                                                                                    | Daan Kool                                    |
| Vrouwen             |                                                                                   |                                                                                                |                                              |
| Afvalkoers          | Lorena Wiebes                                                                     | Nina Kessler                                                                                   | Marjolein van 't Geloof                      |
| Achtervolging ind.  | Marit Raaijmakers                                                                 | Lisa van Belle                                                                                 | Tessa Dijksman                               |
| Achtervolging ploeg | Lorena Wiebes Marit Raaijmakers Nina Kessler Babette van der Wolf Mylène de Zoete | Marjolein van 't Geloof Daniek Hengeveld Lonneke Uneken Kirstie van Haaften Yuli van der Molen |                                              |
| Derny               | Maike van der Duin & Peter Möhlmann                                               | Eline van Rooijen                                                                              | Tessa Dijksman                               |
| Keirin              | Steffie van der Peet                                                              | Kimberly Kalee                                                                                 | Caroline Groot                               |
| Koppelkoers         | Lorena Wiebes & Marit Raaijmakers                                                 | Charlotte Eickhof & Mylène de Zoete                                                            | Nina Kessler & Marjolein van 't Geloof       |
| Omnium              | Lorena Wiebes                                                                     | Mylène de Zoete                                                                                | Tessa Dijksman                               |
| Puntenkoers         | Marit Raaijmakers                                                                 | Lonneke Uneken                                                                                 | Marjolein van 't Geloof                      |
| Scratch             | Lorena Wiebes                                                                     | Marjolein van 't Geloof                                                                        | Nina Kessler                                 |
| Sprint individueel  | Steffie van der Peet                                                              | Kimberly Kalee                                                                                 | Ruby Huisman                                 |
| Sprint ploeg        | Kyra Lamberink Kimberly Kalee Ruby Huisman                                        | Merle van Benthem Lonneke Geraerts Caroline Groot                                              | Lorena Wiebes Femke Markus Marit Raaijmakers |
| Tijdrit 500 m       | Kimberly Kalee                                                                    | Lonneke Geraerts                                                                               | Nienke Dullemond                             |

2006 · 2007 · 2008 · 2009 · 2010 · 2011 · 2012 · 2013 · 2014 · 2015 · 2016 · 2017 · 2018 · 2019 · 2020 · 2021 · 2022 · 2023 · 2024 · 2025